# Imrân Louza
Imrân Louza, né le 1er mai 1999 à Nantes en France, est un footballeur international marocain qui évolue au poste de milieu relayeur au Watford FC. Il possède également la nationalité française.

## Biographie
Imrân Louza naît en 1999 et grandit à Nantes d'un père marocain et d'une mère française].

### FC Nantes
Imrân Louza est un pur produit du centre de formation du FC Nantes, qu'il rejoint en 2006. Louza progresse dans les équipes de jeunes du club jusqu'à la réserve, où il devient même capitaine de l'équipe.
Le 4 janvier 2019, Imrân Louza réalise sa première apparition avec l'équipe professionnelle, lors d'une rencontre de Coupe de France face au LB Châteauroux. Titulaire ce jour-là, il se distingue en inscrivant également son premier but, contribuant ainsi à la victoire de son équipe sur le score de quatre buts à un. Il fait ses débuts en Ligue 1 le 24 mai 2019, lors de la dernière journée de la saison 2018-2019, face au RC Strasbourg. Il est titulaire ce jour-là, et son équipe s'incline (0-1). Le 25 juin 2019, Louza prolonge son contrat avec le FC Nantes jusqu'en juin 2024.
Le 30 octobre de la même année, il dispute son premier match de Coupe de la Ligue, en 16e de finale contre le Paris FC. Il y inscrit son premier but dans la compétition et délivre une passe décisive, participant grandement à la large victoire (8-0), qui s'avère par ailleurs être le plus large succès de l'histoire de la compétition.
Le 10 novembre 2019, Imrân Louza inscrit son premier but en Ligue 1, face à l'AS Saint-Étienne. Il redonne l'avantage à son équipe sur une passe décisive de Ludovic Blas alors que le score était de 1-1. Mais les Nantais se font encore une fois rejoindre et perdent la partie (2-3).
Le 14 décembre 2019, il inscrit le but victorieux à Nîmes (18e journée, victoire 0-1).
La saison 2020-2021 sera pour lui celle de la confirmation avec des statistiques qui parlent pour lui : 33 matchs, sept buts et deux passes décisives. Il fera partie des rares joueurs nantais à sortir du lot durant cette saison difficile qui s'achèvera sur une 18e place pour le FC Nantes.

### Watford FC
Le 1er juin 2021, il s'engage avec le Watford FC pour un montant avoisinant les 10 millions d'euros.
Louza inscrit son premier but pour Watford le 8 octobre 2022, à l'occasion d'une rencontre de championnat face au Blackpool FC. Titulaire il égalise sur un coup franc direct, mais ne peut empêcher la défaite de son équipe (3-1 score final),.

### En équipe nationale

#### Entre la France et le Maroc
D'origine marocaine, Imrân Louza représente l'équipe du Maroc -19 ans à deux reprises en 2017, et inscrit un but contre la France (victoire 3-2 pour le Maroc). Il déclare plus tard à propos de cette trêve internationale : « Je savais pourquoi j'allais là-bas. Je savais que je pouvais taper dans l'œil de l'équipe de France. J'ai joué mon coup à fond et ça a payé aujourd'hui parce que je suis en équipe de France espoirs aujourd'hui. ».
Louza reçoit ensuite deux sélections en équipe de France des moins de 20 ans en mars 2019, contre les États-Unis (2-2), et la Corée du Sud (victoire 3-1).
Le 18 août 2019, il est présélectionné par l'adjoint Patrice Beaumelle avec le Maroc olympique pour une double confrontation contre l'équipe du Mali olympique comptant pour les qualifications à la Coupe d'Afrique des moins de 23 ans. Cependant, Imrân Louza met le Maroc dans la salle d'attente pour prioriser une probable convocation avec les catégories des jeunes de France.
Louza fête sa première sélection avec l'équipe de France espoirs le 5 septembre 2019, face à l'Albanie. Il est titulaire lors de cette rencontre, et la France s'impose sur le score de quatre buts à zéro. Louza participe également à la rencontre suivante, le 9 septembre, face à la Tchéquie, où il entre en jeu en cours de partie (victoire 3-1 pour la France). Il est par la suite régulièrement appelé par le sélectionneur Sylvain Ripoll grâce à ses bonnes performances en club. 
Invité dans une émission de France Bleu Loire Océan et questionné sur son choix international entre la France et le Maroc, Imrân Louza déclare : « Ce n’est pas simple. C’est un choix personnel. Chacun va choisir ce qu’il veut. Au fond de lui, vraiment. Aujourd’hui, j’ai choisi l’équipe de France et je suis très content. »

#### Maroc
Le 3 août 2021, il décide officiellement de représenter l'équipe du Maroc aux dépens de celui de la France. Le 26 août 2021, il figure officiellement sur la liste de Vahid Halilhodžić des joueurs sélectionnés avec équipe du Maroc pour les matchs de qualification à la Coupe du monde contre l'équipe du Soudan et de Guinée. Le 6 octobre 2021, il dispute son premier match sous le maillot marocain face au Guinée-Bissau et marque son premier but sur un penalty (victoire, 5-0). Le 12 octobre 2021, à l'occasion de son troisième match sous le maillot du Maroc, il délivre deux passes décisives face à la Guinée et se qualifie officiellement dans les barrages de Coupe du monde 2022 (victoire, 1-4).
Le 23 décembre 2021, il figure officiellement dans la liste des 28 joueurs sélectionnés de Vahid Halilhodžić pour la CAN 2022 au Cameroun. Le 10 janvier 2022, à l'occasion du premier match de la CAN 2022 face au Ghana, Imrân Louza est titularisé. Parvenant à se qualifier en huitièmes face au Malawi (victoire, 2-1), il est éliminé en quarts de finale face à l'Égypte (défaite, 2-1). Lors de ce match, il entre en jeu à la 86e minute à la place de Selim Amallah et dispute les prolongations.
Souffrant d'une grave blessure subie en club, Imrân Louza est forfait pour la Coupe du monde 2022 au Qatar, dans laquelle les Marocains atteignent la demi-finale de la compétition.
Le 25 mars 2023, les Marocains mondialistes font leur retour à domicile et sont accueillis par 65 000 supporters au Stade Ibn-Batouta de Tanger à l'occasion d'un match amical face au Brésil (victoire, 2-1),,. Imrâne Louza, sélectionné, entre en deuxième mi-temps en remplaçant Bilal El Khannouss. Cette victoire du Maroc entre dans l'histoire et l'équipe du Maroc devient la première équipe arabe de l'histoire à battre le Brésil. Ce match bat également une audience record au sein de la population marocaine locale avec au moins 10 millions de téléspectateurs,. Trois jours plus tard face au Pérou, il entre en jeu à la 81e minute en remplaçant Noussair Mazraoui (à la suite d'un carton rouge de Sofiane Boufal) avant que le match se termine sur un match nul au Stade Metropolitano de Madrid (0-0),.
Le 26 mai 2023, il figure officiellement dans la liste des 28 joueurs sélectionnés par Walid Regragui à l'occasion d'un match amical contre le Cap-Vert, et d'un match officiel d'éliminatoire de la Can 2023 contre l'Afrique du Sud. Il est titularisé face au Cap-Vert (nul 0-0), et contre l'Afrique du Sud (défaite 2-1) jusqu'à la 62e minute.

## Statistiques

### Statistiques détaillées
| Saison                | Club                  | Championnat           | Championnat | Championnat | Championnat | Coupe nationale | Coupe nationale | Coupe nationale | Coupe de la Ligue | Coupe de la Ligue | Coupe de la Ligue | Autres compétitions | Autres compétitions | Autres compétitions | Autres compétitions | Total | Total | Total |
| Saison                | Club                  | Division              | M.          | B.          | P.d.        | M.              | B.              | P.d.            | M.                | B.                | P.d.              | Comp.               | M.                  | B.                  | P.d.                | M.    | B.    | P.d.  |
| 2018-2019             | FC Nantes             | Ligue 1               | 1           | 0           | 0           | 2               | 1               | 0               | -                 | -                 | -                 | -                   | -                   | -                   | -                   | 3     | 1     | 0     |
| 2019-2020             | FC Nantes             | Ligue 1               | 24          | 2           | 3           | 2               | 1               | 0               | 2                 | 1                 | 1                 | -                   | -                   | -                   | -                   | 28    | 4     | 4     |
| 2020-2021             | FC Nantes             | Ligue 1               | 33          | 7           | 2           | -               | -               | -               | -                 | -                 | -                 | BR                  | 2                   | 0                   | 0                   | 35    | 7     | 2     |
| Sous-total            | Sous-total            | Sous-total            | 58          | 9           | 5           | 4               | 2               | 0               | 2                 | 1                 | 1                 | -                   | 2                   | 0                   | 0                   | 66    | 12    | 6     |
| 2021-2022             | Watford FC            | Premier League        | 20          | 0           | 0           | -               | -               | -               | 2                 | 0                 | 0                 | -                   | -                   | -                   | -                   | 22    | 0     | 0     |
| 2022-2023             | Watford FC            | Championship          | 21          | 5           | 4           | -               | -               | -               | -                 | -                 | -                 | -                   | -                   | -                   | -                   | 21    | 5     | 4     |
| 2023-2024             | Watford FC            | Championship          | 15          | 1           | 3           | 1               | 0               | 0               | 1                 | 0                 | 0                 | -                   | -                   | -                   | -                   | 17    | 1     | 3     |
| 2024-2025             | Watford FC            | Championship          | 33          | 2           | 5           | 1               | 0               | 0               | 3                 | 0                 | 0                 | -                   | -                   | -                   | -                   | 37    | 2     | 5     |
| Sous-total            | Sous-total            | Sous-total            | 89          | 8           | 12          | 2               | 0               | 0               | 6                 | 0                 | 0                 | -                   | 0                   | 0                   | 0                   | 97    | 8     | 12    |
| 2023-2024             | FC Lorient (prêt)     | Ligue 1               | 14          | 1           | 3           | -               | -               | -               | -                 | -                 | -                 | -                   | -                   | -                   | -                   | 14    | 1     | 3     |
| Total sur la carrière | Total sur la carrière | Total sur la carrière | 161         | 18          | 20          | 6               | 2               | 0               | 8                 | 1                 | 1                 | -                   | 2                   | 0                   | 0                   | 177   | 21    | 21    |

### En sélection nationale
| Saison                | Sélection             | Phases finales        | Phases finales | Phases finales | Phases finales | Éliminatoires | Éliminatoires | Éliminatoires | Matchs amicaux | Matchs amicaux | Matchs amicaux | Total | Total | Total |
| Saison                | Sélection             | Compétition           | M              | B              | Pd             | M             | B             | Pd            | M              | B              | Pd             | M     | B     | Pd    |
| --------------------- | --------------------- | --------------------- | -------------- | -------------- | -------------- | ------------- | ------------- | ------------- | -------------- | -------------- | -------------- | ----- | ----- | ----- |
| 2021-2022             | Maroc                 | CAN 2021              | 4              | 0              | 0              | 6             | 2             | 1             | -              | -              | -              | 10    | 2     | 1     |
| 2022-2023             | Maroc                 | -                     | -              | -              | -              | 1             | 0             | 0             | 3              | 0              | 0              | 4     | 0     | 0     |
| Total sur la carrière | Total sur la carrière | Total sur la carrière | 4              | 0              | 0              | 7             | 2             | 1             | 3              | 0              | 0              | 14    | 2     | 1     |

### Liste des matchs internationaux
| Matchs internationaux de Imrân Louza | Matchs internationaux de Imrân Louza | Matchs internationaux de Imrân Louza                          | Matchs internationaux de Imrân Louza | Matchs internationaux de Imrân Louza | Matchs internationaux de Imrân Louza    | Matchs internationaux de Imrân Louza                            |
|                                      | Date                                 | Lieu                                                          | Adversaire                           | Résultats                            | Compétitions                            | Notes                                                           |
| ------------------------------------ | ------------------------------------ | ------------------------------------------------------------- | ------------------------------------ | ------------------------------------ | --------------------------------------- | --------------------------------------------------------------- |
| 1.                                   | 6 octobre 2021                       | Complexe sportif Moulay-Abdallah, Rabat, Maroc                | Guinée-Bissau                        | 5 - 0                                | Éliminatoires de la Coupe du monde 2022 | Titulaire et remplacé par Fayçal Fajr à la 67e minute.          |
| 2.                                   | 9 octobre 2021                       | Stade Mohammed-V, Casablanca, Maroc                           | Guinée-Bissau                        | 0 - 3                                | Éliminatoires de la Coupe du monde 2022 | Titulaire et remplacé par Fayçal Fajr à la 75e minute.          |
| 3.                                   | 12 octobre 2021                      | Complexe sportif Moulay-Abdallah, Rabat, Maroc                | Guinée                               | 1 - 4                                | Éliminatoires de la Coupe du monde 2022 | Titulaire et remplacé par Fayçal Fajr à la 85e minute.          |
| 4.                                   | 12 novembre 2021                     | Complexe sportif Moulay-Abdallah, Rabat, Maroc                | Soudan                               | 0 - 3                                | Éliminatoires de la Coupe du monde 2022 | Titulaire.                                                      |
| 5.                                   | 16 novembre 2021                     | Complexe sportif Moulay-Abdallah, Rabat, Maroc                | Guinée                               | 3 - 0                                | Éliminatoires de la Coupe du monde 2022 | Titulaire et remplacé par Fayçal Fajr à la 64e minute.          |
| 6.                                   | 10 janvier 2022                      | Stade Ahmadou-Ahidjo, Yaoundé, Cameroun                       | Ghana                                | 1 - 0                                | CAN 2021                                | Titulaire et remplacé par Tarik Tissoudali à la 78e minute.     |
| 7.                                   | 14 janvier 2022                      | Stade Ahmadou-Ahidjo, Yaoundé, Cameroun                       | Comores                              | 2 - 0                                | CAN 2021                                | Titulaire et remplacé par Zakaria Aboukhlal à la 65e minute.    |
| 8.                                   | 25 janvier 2022                      | Stade Ahmadou-Ahidjo, Yaoundé, Cameroun                       | Malawi                               | 2 - 1                                | CAN 2021                                | Titulaire et remplacé par Aymen Barkok à la 80e minute.         |
| 9.                                   | 30 janvier 2022                      | Stade Ahmadou-Ahidjo, Yaoundé, Cameroun                       | Égypte                               | 2 - 1                                | CAN 2021                                | Rentre en jeu à la 86e minute à la place de Selim Amallah.      |
| 10.                                  | 25 mars 2022                         | Stade des Martyrs, Kinshasa, République démocratique du Congo | RD Congo                             | 1 - 1                                | Éliminatoires de la Coupe du monde 2022 | Titulaire et remplacé par Fayçal Fajr à la 84e minute.          |
| 11.                                  | 25 mars 2023                         | Stade Ibn-Batouta, Tanger, Maroc                              | Brésil                               | 2 - 1                                | Match amical                            | Rentre en jeu à la 64e minute à la place de Bilal El Khannouss. |
| 12.                                  | 28 mars 2023                         | Estadio Metropolitano, Madrid, Espagne                        | Pérou                                | 0 - 0                                | Match amical                            | Rentre en jeu à la 81e minute à la place de Noussair Mazraoui.  |
| 13.                                  | 12 juin 2023                         | Complexe sportif Moulay-Abdallah, Rabat, Maroc                | Cap-Vert                             | 0 - 0                                | Match amical                            | Titulaire et remplacé par Ilias Chair à la 76e minute.          |
| 14.                                  | 17 juin 2023                         | FNB Stadium, Johannesbourg, Afrique du Sud                    | Afrique du Sud                       | 2 - 1                                | Éliminatoires de la CAN 2023            | Titulaire et remplacé par Abdelhamid Sabiri à la 62e minute.    |

### Buts internationaux
| Buts internationaux de Imrân Louza | Buts internationaux de Imrân Louza | Buts internationaux de Imrân Louza             | Buts internationaux de Imrân Louza | Buts internationaux de Imrân Louza | Buts internationaux de Imrân Louza | Buts internationaux de Imrân Louza      |
|                                    | Date                               | Lieu                                           | Adversaire                         | Score                              | Résultats                          | Compétitions                            |
| ---------------------------------- | ---------------------------------- | ---------------------------------------------- | ---------------------------------- | ---------------------------------- | ---------------------------------- | --------------------------------------- |
| 1                                  | 6 octobre 2021                     | Complexe sportif Moulay-Abdallah, Rabat, Maroc | Guinée-Bissau                      | 2 - 0                              | 5 - 0                              | Éliminatoires de la Coupe du monde 2022 |
| 2                                  | 12 novembre 2021                   | Complexe sportif Moulay-Abdallah, Rabat, Maroc | Soudan                             | 0 - 3                              | 0 - 3                              | Éliminatoires de la Coupe du monde 2022 |